# Norra Holmsjön
Norra Holmsjön är en sjö i Degerfors kommun i Närke och ingår i Norrströms huvudavrinningsområde. Sjön har en area på 0,155 kvadratkilometer och ligger 141,4 meter över havet.

## Delavrinningsområde
Norra Holmsjön ingår i det delavrinningsområde (656742-142695) som SMHI kallar för Utloppet av Ölen. Medelhöjden är 132 meter över havet och ytan är 41,04 kvadratkilometer. Det finns ett avrinningsområde uppströms, och räknas det in blir den ackumulerade arean 70,18 kvadratkilometer. Svartån som avvattnar avrinningsområdet har biflödesordning 2, vilket innebär att vattnet flödar genom totalt 2 vattendrag innan det når havet efter 290 kilometer. Avrinningsområdet består mestadels av skog (83 procent). Avrinningsområdet har 4,19 kvadratkilometer vattenytor vilket ger det en sjöprocent på 10,2 procent.